# میکائیل دیاکوتا
میکائیل دیاکوتا (انگلیسی: Mickaël Diakota؛ زادهٔ ۶ اکتبر ۱۹۹۰) بازیکن فوتبال اهل فرانسه است.
وی همچنین در تیم ملی فوتبال زیر ۲۰ سال فرانسه بازی کرده‌است.